# Serradigitus pacificus
Espèce
Synonymes
- Vaejovis pacificus Williams, 1980

Serradigitus pacificus est une espèce de scorpions de la famille des Vaejovidae.

## Distribution
Cette espèce est endémique de Basse-Californie au Mexique. Elle se rencontre sur Cedros et dans le désert de Vizcaíno.

## Description
La femelle holotype mesure 38,5 mm.

## Systématique et taxinomie
Cette espèce a été décrite sous le protonyme Vaejovis pacificus par Williams en 1980. Elle est placée dans le genre Serradigitus par Sissom et Stockwell en 1991.

## Publication originale
- Williams, 1980 : « Scorpions of Baja California, Mexico, and adjacent islands. » Occasional Papers California Academy of Sciences, no 135, p. 1-127 (texte intégral).